# 巴伐利亞的瑪麗亞·安娜 (1734-1776)
巴伐利亞的瑪麗亞·安娜（德語：Maria Anna von Bayern，1734年8月7日—1776年5月7日），巴登-巴登藩侯夫人，神聖羅馬皇帝查理七世的女兒。
1755年，21歲的瑪麗亞·安娜與53歲的巴登-巴登藩侯路德維希·格奧爾格結婚，兩人沒有子女。1776年瑪麗亞·安娜於慕尼黑去世，死後葬於鐵阿提納教堂。